# Governo Nicolás Maduro (2013–2019)
O primeiro governo de Nicolás Maduro iniciou em 8 de março de 2013 de forma interina devido à morte do presidente Hugo Chávez e foi ratificado em 19 de abril de 2013 como presidente constitucional após a realização das eleições presidenciais, as quais Nicolás Maduro venceu por uma margem estreita. A oposição acusou o processo eleitoral de ser fraudulento.
No âmbito legislativo, Maduro governou com lei habilitante em duas ocasiões: de 19 de novembro de 2013 a 19 de novembro de 2014 e de 15 de março de 2015 a 31 de dezembro de 2015. Após o início da crise institucional de 2017, o governo anunciou que realizaria uma reforma da constituição venezuelana. A Assembleia Nacional Constituinte funcionou como um congresso paralelo à Assembleia Nacional durante três anos, mas não reformou a constituição efetivamente.
No âmbito econômico, seu governo foi marcado pela crise econômica no país, com a introdução da criptomoeda petro em 2018.
No âmbito social, ocorreram intensos protestos em 2014 e 2017. Segundo as Nações Unidas, entre 2014 e 2018, três milhões de venezuelanos deixaram o país durante o primeiro período presidencial de Maduro.
Na política externa, as relações diplomáticas com o Panamá estiveram rompidas entre 2014 e 2018, e em 2017, a Venezuela retirou-se da Organização dos Estados Americanos (OEA).
Este período encerrou-se em 10 de janeiro de 2019 com a posse para um segundo mandato após as controversas eleições presidenciais de 2018.